# Dos Pilas
Dos Pilas egykori maja város Közép-Amerikában, Guatemalában, Petén megyében, Tikaltól 110 kilométerre délnyugatra. A tikali uralkodó öccse, Bajlalj Chan K’awill (született: Tikal, 625. október 15., ur.: 648 k. – 692< ) alapította 648 körül.
Körülbelül tíz évvel később az ellenséges Calakmul meghódította Dos Pilast és arra kényszerítette Baljaj Chan K’awillt, hogy szövetségesként Tikal és így testvére ellen vonuljon. A háború tíz évig tartott és végül Calakmul győzött. Baljaj Chan K’awill  a tikali uralkodó hadvezérét és a felső réteg néhány tagját Dos Pilasba hurcolta, és annak rendje és módja szerint feláldozták az isteneknek. A sztélék híradása szerint: „Az emberek levágott fejéből gúlát raktak, a vér tócsákban állt”. Bajlaj Chan K’awiil mindemellett építtető is volt, Dos Pilas központját többnyire az ő építkezései jelölték ki.
Bajlaj Chan K’awiil közvetlen utóda, Itzamnaaj Bahlam uralkodása bizonyára rövid volt.
Az újabb és újabb hódító háborúk következtében Dos Pilas középhatalommá vált, és 705-ben a már 698-ban beiktatott Itzamnaaj K' awiil (aki egyébként 673-ban született valószínűleg Calakmulban a tikali polgárháború tetőpontján) vezetésével legyőzték Tikalt, és az uralkodót "porba sújtották" ("jubuy"). Azonban a győzelmi emlékmű nem a királyt, hanem a hadvezérét Nap-Jaguár Urat, a későbbi 3. Királyt (legalább húsz évig szolgált Itzamnaaj K' awiil befolyásos hadvezéreként). Itzamnaaj K' awiil 53 évesen hunyt el, 726-ban.
A trónon Nap-Jaguár Úr követte.
761-ban lakói egyik napról a másikra feladták a várost, mint később oly sok más maja város esetében.